# Carlos de Grunenbergh

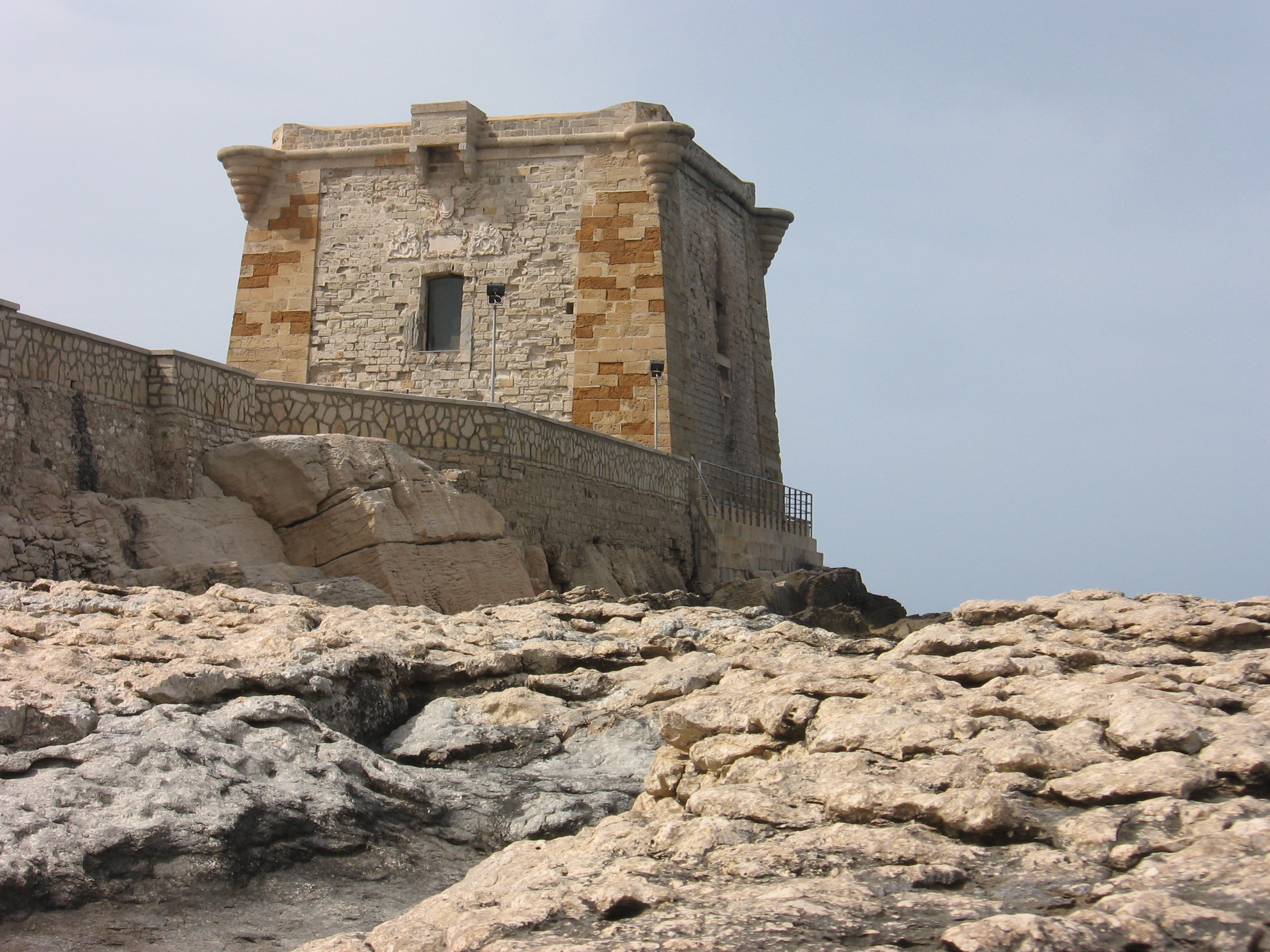
Torre de Ligny a Trapani. La prima opera siciliana di de Grunembergh

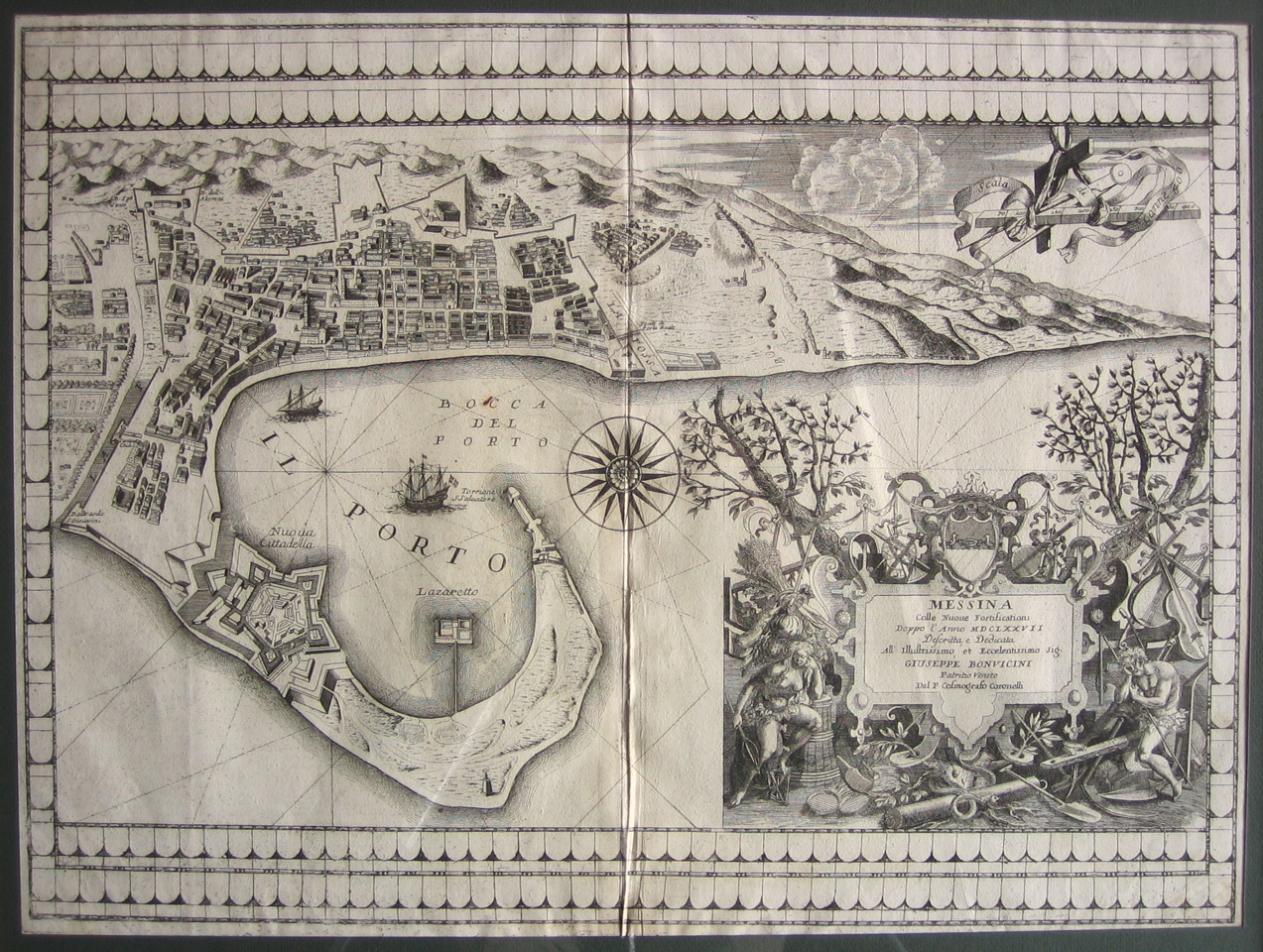
Pianta di Messina dopo la realizzazione della Real Cittadella

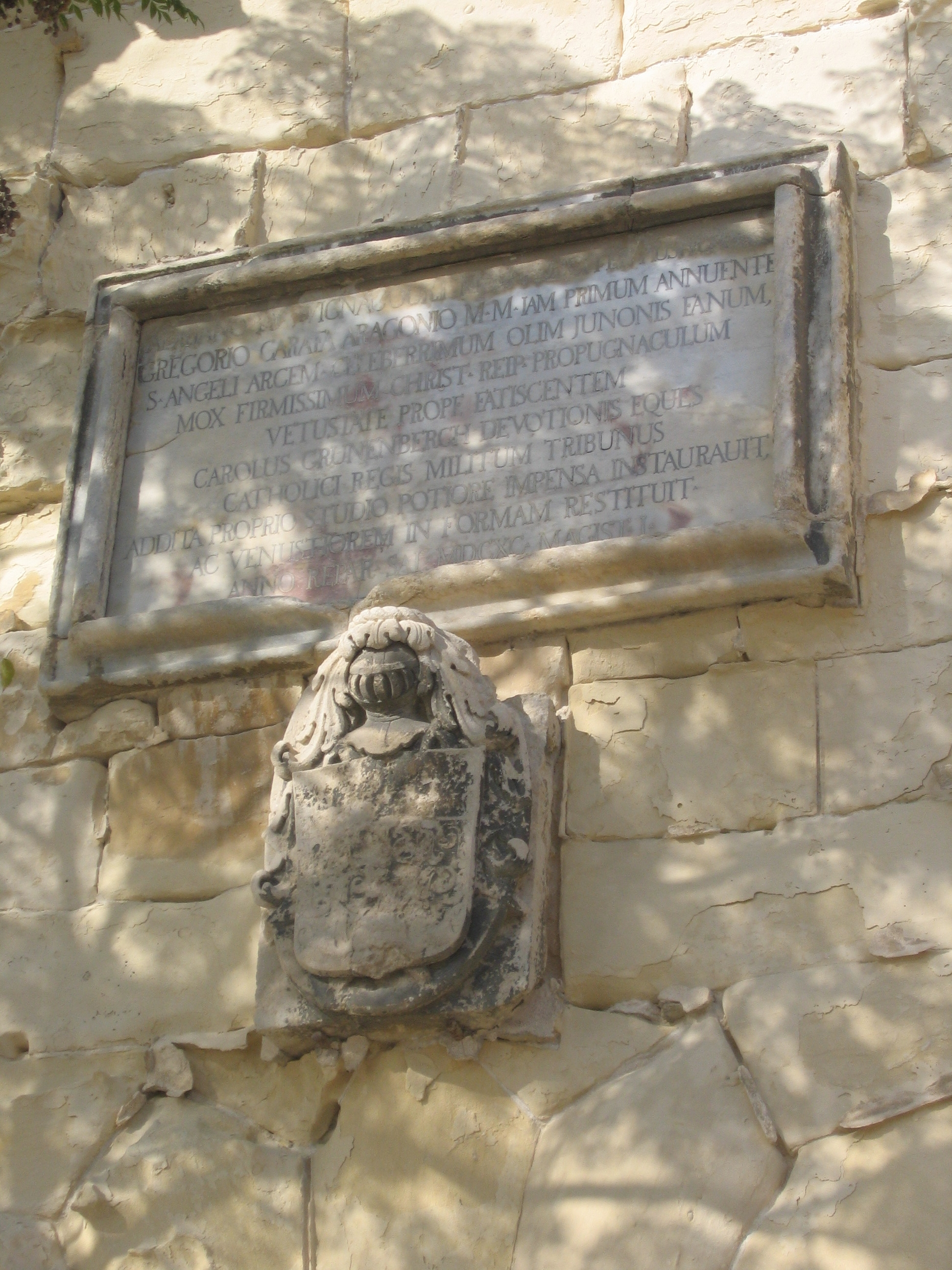
Stemma di Grunenbergh al Forte Sant'Angelo in Vittoriosa, Malta

Carlos de Grunenbergh, o Grunembergh (Colonia, ... – 1696), è stato un ingegnere militare e architetto tedesco.

## Biografia
Sembrerebbe essere nato a Colonia da famiglia di piccola nobiltà della Westfalia, nonostante spesso sia indicato come fiammingo. La sua formazione si presume svolta sia in Francia che poi nelle Fiandre al servizio militare degli Asburgo. Arrivato a Madrid già con il grado di colonnello, grazie al suo lignaggio, e seppure senza vera esperienza bellica, fu attivo in Spagna, particolarmente in Galizia, come progettista di fortificazioni, con il fratello Ferdinando, tra il 1656 e il 1669. In veste di ingegnere militare partecipò alla guerra di devoluzione.
Nel 1669 giunse nello Stato dei Presidi toscani (dove probabilmente rimase il fratello che poi riprogettò le fortificazioni di Orbetello) e poi nel regno di Napoli e nell’estate del 1671 in Sicilia dove, per volontà del viceré Claude Lamoral,  ebbe il compito di visionare il sistema difensivo della costa orientale, ritenuta la più debole. Negli anni seguenti fu al servizio dei Viceré di Sicilia e realizzò imponenti opere difensive in tutta l'isola, applicando le tecniche della fortificazione alla moderna, in particolare a Trapani,  Messina, ad Augusta, a Malta ed a Catania. Di molte di esse ha lasciato accurati disegni planimetrici.
Il sistema di fortificazione proposto da Grunenbergh prevedeva opere esterne quali rivellini, mezzelune, opere a corno davanti ai fronti fortificati esistenti delle città, secondo un modello che avrebbe utilizzato negli stessi anni anche Vauban.
Così avvenne anche a Augusta che era stata facilmente presa dalle truppe francesi nel 1675 malgrado i tre forti e le altre fortificazioni: Grunenmberg subito dopo realizzò il taglio dell’istmo creando un accesso con un ponte lavatoio e con la Porta Spagnola e un nuovo fronte bastionato esterno. 
Nel 1676 si trovò nel forte del Santissimo Salvatore che si dovette arrendere all'assedio francese durante la  rivolta del 1674-1678. Pochi anni dopo progettò e realizzò, sempre sulla penisola di San Ranieri, l'imprendibile Real Cittadella. 
Nel 1681 si trasferì a Malta al servizio dell'ordine Gerosolimitano e progettò il rafforzamento delle difese. 
Ritornato in Sicilia fu particolarmente attivo dopo il sisma del 1693 quando, come collaboratore del Duca di Camastra,vicario generale per la ricostruzione, progettò e diresse imponenti lavori in tutta la Sicilia orientale occupandosi non solo delle fortificazioni come a Siracusa ed Augusta ma anche del riassetto urbanistico di numerosi centri abitati tra cui Catania per la quale stabilì una nuova struttura urbana basata su assi viari, disposti pressoché ortogonalmente e con una precisa gerarchia legata alla loro ampiezza.

## Opere
- Torre di Ligny a Trapani nel 1671; fu la sua prima opera realizzata in Sicilia.
- Fronte bastionato del “Fortino Vecchio”  a Catania, progettato nel 1676 sul lato sud-ovest della città in corrispondenza del fronte lavico dell'eccezionale eruzione del 1669 (non più esistente).[7]
- Cinta bastionata ad Augusta. Il progetto fu redatto nel 1673 ed i lavori procedettero in varie fasi compreso i lavori di rifacimento a causa del sisma del 1693.
- Rafforzamento delle fortificazioni di Siracusa (a partire dal 1673). Dopo  solo due mesi dal sisma del 1693 fu in grado di presentare un progetto per riparare i danni delle intere strutture difensive della città ivi compreso il castello Maniace.[8]
- Real Cittadella di Messina (1680-1686) Realizzata sulla penisola di San Ranieri a pianta stellata pentagonale; voluta dalla Corona spagnola per controllare la città dopo la sanguinosa rivolta del 1674-1678. Dopo l'abbandono di fine Ottocento e le demolizioni novecentesche rimangono solo due bastioni.
- Ricostruzione del Forte Sant'Angelo e rafforzamento del Forte di Sant'Elmo (1680) a Malta.
- Piano urbanistico e mura di Santo Stefano di Camastra.